# 豊富バイパス
豊富バイパス（とよとみバイパス）は、北海道豊富町にある一般国道40号のバイパス道路（自動車専用道路）である。幌富バイパスと直接接続している。
高速道路ナンバリングによる路線番号は「E5」が割り振られている。

## 概要
この道路は北海道縦貫自動車道に並行する一般国道自動車専用道路（A'路線）として整備された。宗谷管内で初めての自動車専用道路で、日本国内で「バイパス」と名のつく道路では最北端にある。

### 路線データ
- 起点：北海道天塩郡豊富町字上サロベツ（豊富サロベツIC）
- 終点：北海道天塩郡豊富町字上サロベツ（豊富北IC）
- 延長：16.0 km
- 道路規格：第1種第2級
- 設計速度：100 km/h
- 道路幅員：暫定13.0 m
- 車線幅員：3.5 m
- 車線数：暫定2車線

## インターチェンジ
- 全区間北海道宗谷総合振興局天塩郡豊富町内に所在。
- IC番号欄の背景色が■である部分については道路が供用済みの区間を示している。また、施設名欄の背景色が■である部分は施設が供用されていない、または完成していないことを示す。未開通区間の名称は仮称。
- 略字は、ICはインターチェンジを示す。

| IC 番号                               | 施設名          | 接続路線名                                       | 起点 から （km） | 備考            |
| E5 幌富バイパス                       | E5 幌富バイパス | E5 幌富バイパス                                  | E5 幌富バイパス  | E5 幌富バイパス |
| ------------------------------------- | --------------- | ------------------------------------------------ | ---------------- | --------------- |
| 2                                     | 豊富サロベツIC  | 道道84号豊富浜頓別線                             | 0.0              |                 |
| 3                                     | 豊富幌加IC      | 道道923号メナシベツ豊富線                        | 8.0              |                 |
| 4                                     | 豊富北IC        | 道道138号豊富猿払線 国道40号(現道・更喜苫内防雪) | 15.3             |                 |
| E5 北海道縦貫自動車道（予定路線区間） |                 |                                                  |                  |                 |

※IC番号について開通当初は豊富サロベツICから1 - 3番であったが、幌富バイパス開通の際に2 - 4番として振り直しが行われた。

## 歴史
- 1990年度（平成2年度）：豊富バイパス事業化[1]。
- 1992年度（平成4年度）：豊富バイパス用地着手[1]。
- 1993年度（平成5年度）：豊富バイパス工事着手[1]。
- 2004年（平成16年）11月6日：豊富バイパス・豊富サロベツIC - 豊富北IC間が開通[1]。
- 2010年（平成22年）3月14日：幌富バイパス・幌延IC - 豊富サロベツIC間が開通し豊富バイパスと接続[5][6]。

## 路線状況

### 主要構造物
- 徳満橋（福永川）
- 幌加橋
- 芦川橋
- 開源橋

### 交通量
24時間交通量（台） 道路交通センサス
| 区間                        | 平成17（2005）年度 | 平成22（2010）年度 | 平成27（2015）年度 | 令和3（2021）年度 |
| --------------------------- | ------------------ | ------------------ | ------------------ | ----------------- |
| 豊富サロベツIC - 豊富幌加IC | 1,300              | 1,623              | 1,892              | （1,938）         |
| 豊富幌加IC - 豊富北IC       | 1,255              | 1,605              | 1,975              | （2,210）         |

※（）付きは推定値
（出典：「平成22年度道路交通センサス」・「平成27年度全国道路・街路交通情勢調査」・「令和3年度全国道路・街路交通情勢調査」（国土交通省ホームページ）より一部データを抜粋して作成）
- 令和2年度に実施予定だった交通量調査は新型コロナウイルス感染症の影響で延期され[7]、翌年度に実施された。

## 地理

### 通過する自治体
- 北海道
  - 天塩郡豊富町